# Sidi Ould Cheikh Abdallahi
Sidi Mohamed Ould Cheikh Abdallahi (tiếng Ả Rập: سيدي محمد ولد الشيخ عبد الله; sinh năm 1938 - mất ngày 22 tháng 11 năm 2020) là một chính trị gia người Mauritanie là Tổng thống Mauritania từ 2007 đến 2008. Ông phục vụ trong chính phủ trong những năm 1970, và sau một thời gian dài vắng mặt từ chính trị, ông đã thắng cuộc bầu cử tổng thống tháng 3 năm 2007, nhậm chức ngày 19 tháng 4 năm 2007. Ông bị lật đổ trong một cuộc đảo chính quân sự vào ngày 6 tháng 8 năm 2008.

## Tiểu sử
Abdallahi sinh ra tại thị trấn Aleg ở miền nam Mauritania trong khi thuộc địa Pháp, cách thủ đô Nouakchott khoảng 250 km. Ông đã nhận được giáo dục tiểu học của mình ở Aleg và giáo dục trung học của ông ở Rosso, Mauritania và sau đó tại École normale supérieure William Ponty ở Senegal. Sau đó, ông đã nghiên cứu toán học, vật lý và hóa học ở Dakar, Senegal và nhận được một bằng tốt nghiệp về kinh tế học ở Grenoble, Pháp.